# 6 Lieder mit Begleitung des Pianoforte, op. 13
6 Lieder mit Begleitung des Pianoforte, op.13 és un cicle de lied compost per Clara Wieck entre el nadal de 1840 i l'estiu de 1843.

## Les cançons
L'op.13 és una col·lecció de sis cançons, no un cicle en sentit estricte. Els poemes són d'Emanuel Geibel, Heinrich Heine i Friedrich Rückert.
- Ich stand in dunkeln Träumen (Heine)
- Sie liebten sich beide (Heine)
- Liebeszauber (Geibel)
- Der Mond kommt still gegangen (Geibel)
- Ich hab’ in deinem Auge (Rückert)
- Die stille Lotosblume (Geibel): les irregularitats rítmiques, els cromatismes i el pathos de la melodia, juntament amb les imatges típicament romàntiques de la flor de lotus, el mar, la lluna i el cigne fan que sigui considerada una cançó paradigmàtica del romanticisme musical.[1]